# فرودگاه تسانیا لیک لاج
فرودگاه تسانیا لیک لاج (به انگلیسی: Tsuniah Lake Lodge Airport) یک فرودگاه خصوصی است که یک باند فرود شن دارد و طول باند آن ۱۲۱۹ متر است. این فرودگاه در کشور کانادا قرار دارد و در ارتفاع ۱۲۱۹ متری از سطح دریا واقع شده است.